# Тихое место
«Тихое место» (англ. A Quiet Place) — американский постапокалиптический фильм ужасов режиссёра Джона Красински, который также выступил в качестве сценариста и сыграл главную роль. Остальные роли сыграли Эмили Блант, Ноа Джуп и Миллисент Симмондс. Премьера фильма состоялась 9 марта 2018 года на фестивале South by Southwest. В широкий прокат в США картина вышла 6 апреля 2018 года, в России — 12 апреля. Фильм получил высокие оценки критиков, которые похвалили актёрскую игру, сценарий, режиссуру, звуковое оформление и общую напряжённость.

## Сюжет
Действие фильма начинается в 2020 году в постапокалиптическом мире, в котором люди почти истреблены кровожадными паукообразными монстрами, не имеющими названия, но неофициально именуемыми «Ангелами смерти», так как появились после продолжительного метеоритного дождя, о чём говорится в вырезках из газет. Эти монстры совершенно слепы, но обладают обострённым слухом, благодаря которому, услышав жертву, быстро настигают и убивают её. Существа также обладают невероятно прочной естественной бронёй, которую не берут ни пули, ни даже взрывы (о чём тоже сообщается из газет).
Семейная пара фермеров, Эвелин и Ли Эбботт, пытаются всеми силами выжить в новой обстановке, когда нельзя издавать никаких звуков: они ходят босиком, дома наступают только на нескрипучие половицы, а в общении между собой чаще всего используют язык жестов. В семье трое детей: дочь Риган, которая глуха от рождения, сыновья Маркус и Бо. Детям не всегда легко понять, как важно не шуметь. Однажды во время похода в полуразрушенный город, где семья запасается едой и всем необходимым, Бо хочет взять с собой игрушечный шаттл, который может издавать шум, если в него вставлены батарейки. Отец запрещает ему брать игрушку, но затем Риган даёт её Бо, а он незаметно для неё вставляет в него батарейки, вынутые ранее и оставленные без присмотра отцом. На пути домой через лес, возле моста игрушка в руках Бо начинает издавать звуки, привлекающие монстра, который тут же убивает и утаскивает мальчика.
Проходит чуть больше года. Эвелин беременна и вскоре должна родить. Риган по-прежнему винит себя в смерти брата и считает, что отец холоден к ней. Ли оборудует в доме подвал со звукоизоляцией, где можно будет разговаривать и где монстры не услышат крики малыша. Он также постоянно совершенствует кохлеарный имплантат (слуховой аппарат), который должен помочь Риган обрести слух, однако пока она ничего не слышит. Однажды Ли уходит с Маркусом на рыбалку, а Эвелин остаётся с Риган. Риган хочет уйти из дома и, собрав вещи, направляется к месту смерти Бо. Тем временем Эвелин занимается стиркой и, возвращаясь домой, чувствует, что у неё отошли воды и начинаются схватки. Спускаясь в подвал, она наступает на гвоздь и роняет рамку с фотографией. Звук удара привлекает монстра, который забирается в дом.
Ли и Маркус рыбачат, и отец показывает сыну, что не стоит бояться говорить, когда рядом есть источники более громких звуков, например, водопад. На обратном пути они встречают старика, жену которого убили монстры. От отчаяния старик кричит, чем привлекает монстра, убивающего его. Это задерживает Ли и Маркуса, которые возвращаются домой уже после захода солнца. Подходя к дому, они увидели горящие вокруг дома красные лампочки — сигнал тревоги. Ли посылает Маркуса запустить салют, чтобы отвлечь монстра, а сам пробирается в дом, где находит чудом избежавшую смерти Эвелин и новорождённого мальчика. Увидев салют, Риган бежит обратно к дому, по дороге в кукурузном поле натыкаясь на Маркуса. Однако вокруг ходят монстры, и дети забираются на зерновой элеватор, где Ли обычно зажигает сигнальный огонь в надежде привлечь других выживших, если они есть поблизости. Других огней не видно. Маркус падает внутрь башни и чуть не тонет в кукурузе. Риган прыгает за ним, чтобы спасти его, туда же пробирается монстр. При приближении монстра звук в слуховом аппарате Риган усиливается настолько, что она едва выдерживает его. Внезапно монстр убегает.
Тем временем Ли отправляется на поиски детей. Эвелин же некоторое время проводит во сне, но вдруг понимает, что подвал затапливает водой из трубы, повреждённой монстром, а один из монстров находится рядом в подвале. Монстр убегает на звуки из зернового элеватора, и женщина с трудом выбирается из подвала. Выбравшись из зерна и из башни, дети бегут к дому, встречая по дороге Ли, но на них набрасывается монстр. Дети забираются в машину, а раненый Ли кричит, отвлекая на себя монстра, и погибает. Дети добираются до дома и вместе с Эвелин и малышом скрываются в мастерской Ли. Когда монстр, слыша плач малыша, заходит туда, Риган понимает, что на монстров отрицательно влияет ультразвук, усиливающийся её слуховым аппаратом. Она подносит свой аппарат к микрофону и монстр, не в силах вынести звук, падает, но когда звук прекращается, встаёт. Для поиска источников звука монстр оголяет от пластин брони свой слуховой орган на голове. Эвелин пользуется этим и выстреливает из ружья прямо в этот орган, убивая монстра. Видя на мониторах наружного наблюдения ещё двоих монстров, спешащих к дому, Эвелин и Риган готовятся к решающей схватке.

## В ролях
| Актёр              | Роль          |
| ------------------ | ------------- |
| Эмили Блант        | Эвелин Эббот  |
| Джон Красински     | Ли Эббот      |
| Ноа Джуп           | Маркус Эббот  |
| Миллисент Симмондс | Риган Эббот   |
| Кейд Вудворд       | Бо Эббот      |
| Леон Рассом        | старик в лесу |

## Отзывы и критика
«ТИХОЕ МЕСТО» — это необыкновенная работа. Потрясающая игра, но, самое главное, это МОЛЧАНИЕ и то, как оно заставляет глаза камер раскрыться так широко, что хватило бы на несколько фильмов.Стивен Кинг
На сайте Rotten Tomatoes у фильма 96 % положительных рецензий на основе 387 отзывов со средней оценкой 8,2 из 10. На Metacritic — 82 балла из 100 на основе 55 рецензий.
В декабре 2018 года картина «Тихое место» вошла в список 10 лучших фильмов 2018 года, опубликованный Американским институтом киноискусства (AFI), а в январе 2019 года вошла в список 10 лучших фильмов 2018 года, опубликованный Национальным советом кинокритиков США.
Согласно данным Rotten Tomatoes, фильм «Тихое место» возглавил рейтинг (второе место — «Реинкарнация») лучших фильмов ужасов 2018 года. Согласно данным Metacritic, фильм занял второе место (первое место — «Реинкарнация») в рейтинге лучших фильмов ужасов 2018 года.

## Награды и номинации
| Премия                              | Категория                                           | Номинант                                                      | Результат |
| ----------------------------------- | --------------------------------------------------- | ------------------------------------------------------------- | --------- |
| «Оскар»                             | Лучший звуковой монтаж                              | Итан Ван дер Рин, Эрик Аадаль                                 | Номинация |
| «Золотой глобус»                    | Лучшая музыка к фильму                              | Марко Белтрами                                                | Номинация |
| BAFTA                               | Лучший звук                                         | Эрик Аадаль, Майкл Бароски, Брэндон Проктор, Итан Ван дер Рин | Номинация |
| «Выбор критиков»                    | Лучший научно-фантастический фильм или фильм ужасов |                                                               | Победа    |
| «Выбор критиков»                    | Лучший молодой актёр или актриса                    | Миллисент Симмондс                                            | Номинация |
| «Выбор критиков»                    | Лучший оригинальный сценарий                        | Брайан Вудс, Скотт Бек, Джон Красински                        | Номинация |
| «Спутник»                           | Лучший оригинальный сценарий                        | Брайан Вудс, Скотт Бек, Джон Красински                        | Номинация |
| «Спутник»                           | Лучший звук                                         |                                                               | Победа    |
| «Сатурн»                            | Лучший фильм ужасов                                 |                                                               | Победа    |
| «Сатурн»                            | Лучший молодой актёр или актриса                    | Миллисент Симмондс                                            | Номинация |
| «Сатурн»                            | Лучший сценарий                                     | Брайан Вудс, Скотт Бек, Джон Красински                        | Победа    |
| «Сатурн»                            | Лучший монтаж                                       | Кристофер Теллефсен                                           | Номинация |
| «Сатурн»                            | Лучшие визуальные эффекты                           |                                                               | Номинация |
| Национальный совет кинокритиков США | Топ 10 лучших фильмов года                          |                                                               | Победа    |
| Премия Гильдии киноактёров США      | Лучшая женская роль второго плана                   | Эмили Блант                                                   | Победа    |
| Премия Гильдии продюсеров США       | Лучший фильм                                        | Майкл Бэй, Эндрю Форм, Брэдли Фуллер                          | Номинация |
| Премия Гильдии сценаристов США      | Лучший оригинальный сценарий                        | Брайан Вудс, Скотт Бек, Джон Красински                        | Номинация |

## Продолжение
В апреле 2018 года председатель и CEO киностудии «Paramount Pictures» Джим Янопулос заявил, что сиквел фильма находится в разработке.